# Larry Tesler
Lawrence Gordon "Larry" Tesler, född 24 april 1945, död 17 februari 2020, var en amerikansk datalog, som arbetade inom människa-datorinteraktionområdet, MDI, och tog fram klipp ut, kopiera, klistra in-funktionaliteten. Han arbetade bland annat för Xerox PARC, Apple, Amazon och Yahoo.
Hos Xerox PARC var han med och utvecklade Smalltalk, det första dynamiska objektorienterade programmeringsspråket. Han gjorde också Gypsy, det första ordbehandlingsprogrammet med grafiskt användargränssnitt. Det var i samband med det projektet han och kollegan Tim Mott utvecklade klippa ut, kopiera, klistra in-funktionaliteten. Dessutom arbetade de fram idén om tillståndslös mjukvara. Hos Apple var han med och utvecklade Apple Lisa- och Apple Newton-maskinerna. Inom ramen för det var han med och utvecklade programmeringsspråket Object Pascal och dess användning i programutvecklingspaket som MacApp.